# День триффідів (фільм)
«День триффідів» (англ. The Day of the Triffids) — британський науково-фантастичний фільм жахів 1962 року. В головних ролях — Говард Кіл та Ніколь Море. Знятий за однойменним романом Джона Уіндема.

## Сюжет
Триффіди — небезпечні вигадані рослини із поведінкою тварин. Вони починають активно розмножуватися на всіх кінцях світу. А згодом відкривають сезон полювання на безпорадних людей.

## У ролях
- Говард Кіл — Білл Месен
- Ніколь Море — Крістін Дюрран
- Джанетт Скотт — Карен Гудвін
- Кірон Мур — Том Гудвін
- Мервін Джонсон — містер Кукер
- Еван Робертс — доктор Соамс
- Елісон Легатт — місс Кукер
- Джеффрі Метьюз — Луї де ла Вега
- Джаніна Мей — Сюзан